# Христос Иконому
Христос Иконому (на гръцки: Χρήστος Οικονόμου) е гръцки революционер, деец на гръцката въоръжена пропаганда в Македония.

## Биография
Иконому е роден в мъгленското влашко село Ошин, тогава в Османската империя, днес Архангелос, Гърция. Включва се в гръцката въоръжена съпротива срещу ВМОРО като агент от втори ред. Организира и координира пропагандата в района на Гумендженско и Ениджевардарското езеро, през 1904 година разбива четата на Андонов. Ранен е и е лекуван в болница, след което се връща във въоръжената борба. По-късно се прехвърля в Солун, където участва в разбиването на българския гарнизон през 1913 година. В 1917 година унищожава разузнавателна българска група, което е високо оценено от френските части. Ръкоположен е за свещеник и става наместник на храма „Света Богородица Лагудяни“ в Солун. В 1944 година е арестуван от немските части и интерниран в лагера „Павлос Мелас“, откъдето е спасен с помощта на митрополит Генадий Солунски.